# Bam Bam Bigelow
Scott Charles Bigelow (1. september 1961 – 19. januar 2007) var en amerikansk fribryder kendt under hans wrestlingnavn Bam Bam Bigelow, bedst kendt for hans kamp mod Lawrence Taylor ved Wrestlemania 11.